# 施寒微
施寒微（英語：Helwig Schmidt-Glintzer，1948年6月24日—），生于德国巴特黑斯费尔德，毕业于哥廷根大学和慕尼黑大学，为德国著名的汉学家，與施舟人、顧彬並稱“欧洲三大汉学家”。

## 生平
1948年，施寒微出生在德国赫斯费尔德-罗滕堡县巴特赫尔斯费尔德，大学在哥廷根大学和慕尼黑大学度过。
1967年，施寒微原本打算学习日文，但是附近学校只有中文，就放弃了学习日文，转学中文。
1981年，施寒微出任路德维希·马克西米利安大学教授。
1993年，施寒微出任哥廷根大学教授，后来出任德国汉学协会主席。

## 作品
- 《中国古今文学通史》
- 《中国简史》

## 思想
施寒微早年师从著名汉学家、蒙古史专家福赫伯，主要钻研中国古代文学和佛学。